# Die klugen und törichten Jungfrauen (Magdeburger Dom)
Die Klugen und Törichten Jungfrauen sind eine Skulpturengruppe am Paradiesportal des Magdeburger Doms, die das gleichnamige Gleichnis darstellt. Man datiert sie um die Mitte des 13. Jahrhunderts, der Bildhauer bleibt anonym. Die zehn Figuren bestehen aus Sandstein und sind mit einer Höhe von 120–130 cm annähernd lebensgroß.

## Beschreibung
K – Kluge / T – Törichte
| K5 | T5 |
| --- | --- |
| - Frontalansicht - Damals lebensgroße Figur, ca. 125 cm hoch - Attribut der klugen Jungfrau in der rechten Hand: Lampenschale mit kleiner züngelnder Flamme - Über dem langen eng gegürteten Kleid trägt sie einen faltenreichen Tasselmantel. Das Kleid fällt in senkrechten Parallelfalten gerade herab - Unterhalb des faltenreichen Kleides erhascht man einen Blick auf die Fußspitzen der Jungfrau - Beide Mantelseiten werden mit den Ellbogen zurückgeschoben, viele Spann- und Schiebefalten sind im Detail zu sehen - Ihre Schultern werden nur teilweise vom Mantel bedeckt - Die Falten des Mantel setzten sich auf der Rückseite fort - Der hauchdünne enganliegende Stoff lässt Brüste eines jungen Mädchen erahnen - Das Gewand bedeckt nicht nur, sondern zeigt die Körperformen der Figur - Im Verhältnis zu überlangen kräftigen Beinen erscheint der Oberkörper eher klein und kurz. - Einziger Haarschmuck ist ein mit Blüten besetzter Reif. - Sie hat langes gewelltes Haar, das über die Schulter fällt. - Sie lächelt, dabei bilden sich kleine Grübchen am Gesicht der Jungfrau - Sie steht isoliert innerhalb ihrer Reihe und nimmt keinen Kontakt zu den anderen Klugen Jungfrauen auf, sondern blickt zur Reihe der Törichten Jungfrauen hinüber - Auf der Rückseite vom Nacken bis zum Boden verlaufen breite Kehlen, in der Dübellöcher, Pech und Klebespuren sind - Sie steht auf einer polygonalen Konsole, die kleiner als die Standfläche der Statue ist | - Gesenkte leere Lampe in der rechten Hand (Attribut der Törichten Jungfrau), ca. 125 cm hoch - Schluchzend wendet sie sich zu ihren Leidensgenossinnen - Ihre linke Hand ruht auf ihrer Brust - Auch sie trägt über ihrem Kleid einen Mantel - Die Schmuckelemente sind sparsam und schlichter, wie der Stirnreif - Unter dem Stirnreif sieht man langes gewelltes Haar wie K5 - Standmotiv wie K5 - Der Unterleib mit breiten Hüften wölbt sich nach vorn, der schmächtige Oberkörper weicht zurück und der Kopf neigt sich nach vorne - Mit der rechten Hand greift sie mit dem Mantelstoff die gesenkte Lampe - Die Figur zeigt Leid, Augen sind schlitzartig, die Lippen sind aufeinander gepresst |

| K4 | T4 |
| --- | --- |
| - Frontal stehend wendet die Figur den Kopf weit nach rechts, um den anderen klugen Jungfrauen die brennende Lampe zu präsentieren- ca. 123 cm hoch - Sie trägt ein filigranes Diadem unter Löckchen - Man sieht ein Lächeln auf ihrem Gesicht - Ihr Augapfel und Iris sind detailgetreu gearbeitet | - Es zeigt die törichte Jungfrau ihren Schmerz; ca. 128 cm hoch - Die linke Hand ruht auf ihrer Stirn - Es sinkt die rechte Hand mit der leeren Lampe - Ihr Antlitz ist kaum erkennbar - Es hängen die Unterlider herab, der Mund ist verzerrt mit wülstigen Lippen und das Kinn ist von tiefen Falten gezeichnet - Die linke Mantelseite fällt, eingespannt vom angehobenen Arm, beidseitig gerade herab - Die rechte Mantelseite gleitet ungehindert von der Schulter hinunter, wobei die lange Bahn den Unterkörper diagonal überschneidet - Mit der herabsinkende Lampe versucht sie den Mantel beiseitezuschieben - Der rechte Fuß steht auf dem Saum des Mantels - Der erhobene Arm bildet eine Parallele zur Manteldiagonale, der gerade gesenkte rechte Arm korrespondiert mit der senkrechten Mantelbahn links |

| K3 | T3 |
| --- | --- |
| - Zentriert in ihrer Reihe sieht man sie Frontal zum Betrachter; ca. 130 cm hoch - Als größte Jungfrau blickt sie den Betrachter an - Die linke Hand ruht auf Mantelriemen, die rechte präsentiert die Lampe - Ihr Gewicht verlagert sie auf das linke Bein, das rechte ist seitlich zurückgesetzt - Sie lächelt, wobei Grübchen entstehen - Ihr Antlitz ist fülliger und sie hat eine kräftige Kinnpartie | - Linke Hand liegt flach auf ihrer Wange, dabei stützt sie ihr geneigtes Haupt - An den Schuhspitzen erkennt man das vorgesetzte linke Standbein, rechts am Gewand zeichnet sich das Knie vom leicht zurückgesetzten Spielbein ab; ca. 126 cm hoch |

| K2 | T2 |
| --- | --- |
| - Die frontal stehende Figur hält die Lampenschale nach vorne, die mit dem Mantelstoff von unten umfasst wird; ca. 125 cm hoch - Die linke Hand zieht am Mantelriemen - Eine gesteigerte Mimik zeigt sich (Lachen), Mund leicht geöffnet, Augäpfel sieht man kaum - Gewand, Schmuck und Stoffmenge werden zunehmend, z. B. Kleid bauscht über dem Gürtel auf oder der Stirnreif ist mit Diamantbändern und mit Aufsätzen verziert - Sie steht auf der originalen Blattkonsole des 13. Jh. | - Es wendet sich diese Figur ihrer Nachbarin T1 zu, die im Weggehen sich zurückwendet; ca. 122 cm hoch - T1 und T2 bilden eine Einheit - Mit der linken Hand zieht die Figur einen Mantelzipfel herauf, um damit die Tränen zu trocknen - Gestaltung des Antlitz’ sehr ähnlich wie bei T4 - Die leere Lampe wird aufrecht gehalten - Sie steht auf originaler Blattkonsole |

| K1 | T1 |
| --- | --- |
| - Als äußerste Figur wendet sich die Jungfrau mit dem Oberkörper nach innen ihrer Gruppe zu; ca. 128 cm hoch - Ihre einzige Kontaktaufnahme erfolgt über die Figur K4, die zu ihr herüberblickt - Ihre linke Hand zieht am Mantelriemen, die rechte präsentiert die Lampe - Durch die Ellbogen werden beide Mantelseiten zurückgeschoben - Die rechte Mantelseite fällt gerade herab, die linke läuft diagonal zum rechten Fuß, ausgelöst durch eine Drehbewegung und das Stehen auf dem Mantelzipfel, ähnlich wie T4 - Schmuckelemente werden aufwendiger gestaltet, der Stirnreif ist mit Blattfächern besetzt - Ihre Mimik ähneln der Figur K2 - Die Gestaltung der Lippen sind schmaler gehalten und die Falten der Mundwinkel sind wesentlich straffer gestaltet | - Die Figur bildet den äußeren Abschluss der Reihe der törichten Jungfrauen; ca. 126 cm hoch - Sie wendet sich vom Betrachter ab - Einzige Kontaktaufnahme zu ihrer Nachbarin - Sie versucht ihr Gesicht mit dem Mantel zu verhüllen - Obwohl ihr Körper frontal gezeigt wird, vollzieht sie mit ihrem Oberkörper eine Drehung, wodurch der Mantel angehoben wird - Durch ihren seidendünnen Stoff zeichnen sich langgestreckte elegante Finger ab - Ihre rechte Hand umgreift mit dem Mantelstoff die Lampenschale |

Die Gesichtszüge und gelockten Haare der Jungfrauen ähneln einander. Von Bedeutung ist auch die Kontaktaufnahme zu anderen Figuren. Die Innenseiten der Gewänder wurden mit Farbe versehen. Bei den klugen Jungfrauen wurde rot aufgetragen und bei den törichten Jungfrauen blau. Ebenso auffällig ist die klare Ordnung der Kleiderfalten. Die Schmuckgestaltung der Klugen Jungfrauen nimmt von innen nach außen zu.
Die törichten Jungfrauen scheinen allmählich ihre Hände höher zu heben: beginnend bei der linken Hand mit dem flachen Auflegen auf der Brust (T5) über das Stützen des Kopfes (T4,T3) bis hin zum Trocknen der Tränen mit dem angehobenen Mantelzipfel (T1,T2). Bei der rechten Hand führt die scheinbare Bewegung ausgehend vom gesenkten Halten der Lampe (T5), zum leichten Ankippen (T3) und schließlich sogar zum aufrechten Halten der leeren Lampe (T1). In den Schalen der Törichten brennt keine Flamme.

## Ikonographie

### Rezeption des Gleichnisses
Von den Kirchenvätern wurde das Gleichnis stark allegorisiert, wobei die Interpretationen sehr unterschiedlich waren. Hier einige, die Thomas von Aquin in seiner Catena aurea gesammelt hat:
- Hieronymus gibt an, dass manche die jungen Frauen buchstäblich als jungfräulich interpretieren, wobei einige sowohl körperlich als auch in Gedanken jungfräulich seien, andere hingegen nur körperlich und in Gedanken verheiratet. Er selbst bezieht das Gleichnis auf die ganze Menschheit.
- Augustinus von Hippo bezieht die zehn Jungfrauen auf die fünf Sinne, die töricht und weise verwendet werden können.
- Hilarius von Poitiers interpretiert die Lampen als das Licht der hellen Seelen, die im Sakrament der Taufe strahlen.
- Das Öl bedeutet bei Hilarius gute Werke, bei Chrysostomos Nächstenliebe, Almosen und jede Hilfe, die Notleidenden gegeben wird, bei Origenes das Wort der Lehre, mit dem die Gefäße der Seele gefüllt sind.

Im Mittelalter dienten die Jungfrauen als Mahnmal des allgegenwärtigen Todes. Die klugen Jungfrauen hatten genügend Öl in ihren Lampen, um diese brennen zu lassen, während die törichten leere Öllampen hatten und somit zurückgewiesen wurden. Menschen, die nicht so handeln wie die klugen Jungfrauen, kommen in die Hölle oder werden verdammt.
Gerne wurden die Jungfrauen im 13. und 14. Jahrhundert an Kirchenportalen aufgestellt, so z. B. in Magdeburg, in Freiburg sowie in Erfurt. Auch hier wurde wieder der Unterschied zwischen den klugen glückseligen und den trauernden, fast verzweifelten törichten Jungfrauen besonders hervorgehoben.
Das Gleichnis war im Mittelalter eines der populärsten Gleichnisse. Nach der Deutung der Glossa ordinaria symbolisieren die klugen Jungfrauen, die sich rechtzeitig mit Öl für ihre Öllampen versorgt haben, die christliche Seele, die sich in fünffacher Weise tugendhaft Gott zuwendet; die törichten Jungfrauen, die zwar Öllampen haben, aber kein Öl, symbolisieren fünf Arten der fleischlichen Lust und Verdammnis.
Die Kunstrichtung der Nazarener um Friedrich Overbeck griffen im 19. Jahrhundert christliche Themen wieder auf, sodass das Gleichnis von den Jungfrauen wieder vermehrt zum Gegenstand der Darstellung in der Kunst wurde.
Das Gleichnis wird heutzutage in der katholischen Kirche oft in der Heiligen Messe am Gedenktag heiliger Jungfrauen gelesen, etwa der hl. Cäcilia. In der Leseordnung der ordentlichen Form gehört es auch zum 32. (vorvorletzten) Sonntag im Jahreskreis des Lesejahres A. In der lutherischen Leseordnung wird es am letzten Sonntag des Kirchenjahres (Ewigkeitssonntag) als Sonntagsevangelium gelesen.

#### Kleidung und Schmuck
Durch ihren Schmuck kann man die Skulpturen zuordnen und unterscheiden. Die törichten Jungfrauen sind eher einfach ausgestattet, ihr einziger Schmuck ist die Krone. Die klugen Jungfrauen hingegen sind mit Ketten, Gürteln, Knöpfen und Kragen prunkvoller gestaltet, was auch ihre soziale Stellung kennzeichnet.
Im 13. Jahrhundert entwickelte sich eine neue Kleiderordnung, weil sich der Adel vom Bürgertum absetzen wollte, das sich zunehmend luxuriöse Kleidung leisten konnte. Die Kleiderordnung sollte auch der Aufrechterhaltung des städtischen Gemeinwohls dienen, das man durch übermäßigen Kleidungsaufwand gestört sah. Die Kirche weigerte sich, das weltliche Kleidungsverhalten mitzumachen, und verbot daher ihren Nonnen und Priestern, weltliche Kleider zu tragen. Kleriker sollten Bescheidenheit und Demut zeigen, was dem Kirchgänger mit den schlichten Faltengewändern der Jungfrauen vermittelt wurde.

## Vergleiche und Vorbilder
Die Darstellung der Magdeburger Jungfrauen wurde unter anderem vom Figurenpaar der Ecclesia und Synagoge beeinflusst, die an den Stirnseiten des Doppelportals des Straßburger Münsters stehen. Diese beiden Statuen stellen symbolisch Christentum und Judentum dar und verkörpern die Vollendung der christlichen Botschaft am Jüngsten Tag. Die Synagoge wird als verstoßene Braut betrachtet, während Ecclesia als neue Braut Christi angesehen wird, weil sie das Blut des verwundeten Christus mit einem Kelch auffängt. Mit der Kreuzigung des Christus endet die Herrschaft des Alten Bundes. Die Ecclesia ist der Synagoge zugeneigt. Die Synagoge hingegen hat den wahren Messias nicht erkannt. Um ihre Niederlage zu verdeutlichen, wird sie in mit einer Augenbinde und in abgewandter Haltung dargestellt. Ihr schlichter Kopfschmuck, die Krone, fällt herunter, der Aronstab ist zerrissen und die Gesetztafeln entgleiten ihrer Hand. Im Gegensatz zu Ecclesia trägt sie eher schlichten Schmuck. Ecclesia wird in Verbindung mit den fröhlichen, triumphierenden und prachtvoll ausgestatteten ‚Klugen Jungfrauen‘ gesetzt, die Synagoge mit den trauernden, klagenden ‚Törichten Jungfrauen‘. Die Charaktere der Klugen und der Törichten Jungfrauen versinnbildlichen Ecclesia und Synagoge. Die Straßburger Statuen stehen auf Kapitellkonsolen, die zehn Jungfrauen im Magdeburger Dom auf Blattkonsolen. An den Blattkonsolen wachsen zahlreiche Äste. Für die Klugen Jungfrauen wird Beifuß verwendet, für die Törichten Eichenlaub. Säulenfiguren auf Blattkonsolen findet man auch am Adamsportal des Bamberger Doms, wobei die Blattkonsolen der zehn Jungfrauen dem Papstgrab im Bamberger Westchor sehr ähneln.

## Restaurierungsgeschichte und Zustand
In den letzten 750 Jahren wurden die Skulpturen wahrscheinlich nur zweimal überarbeitet. Die untersten Farbschichten sind auf das 13. Jahrhundert zurückzuführen, also in die Entstehungszeit der Plastiken. Die zweite Bemalung entstand zwischen dem 14. und 18. Jahrhundert. Alle Skulpturen haben eine Bleiweiß-Grundierung. Das originale Erscheinungsbild gab dem damaligen Betrachter das Gefühl von Pracht, feinsten Farben und Reichtum, wobei keine Unterschiede in der Farbfassung zwischen den Törichten und Klugen Jungfrauen bestanden. Allerdings waren die Klugen Jungfrauen mit reichhaltigeren Schmuckelementen ausgestattet. Alle Skulpturen hatten rote Wangen und leuchtend gelbes bis braunes Haar. Schmuckelemente wie Gürtel oder Haarbänder waren blattvergoldet und mit roten, grünen und schwarzen Konturlinien verziert. Mäntel und Kleider waren vergoldet. Die nicht vergoldeten Gewandbereiche haben kräftige Farbtöne, wie Kupfergrün, Bleiweiß, Malachit, Zinnoberrot und Kupferblau, wobei die Mäntel oft ein kontrastfarbenes Futter besitzen. Formen wie Kreise, Vierecke und Rosetten verzieren die Außenseiten der Mäntel. Diese Variationen der Ornamente sollte eine Nachahmung zeitgenössischer Seidenstoffe sein. Die Gewandteile der einzelnen Skulpturen haben kräftige Farbkontraste, z. B. goldene oder blaue Kleider und rote und grüne Mäntel.
Die Skulpturen waren im Zweiten Weltkrieg im Nordturm vor Bombenangriffen geschützt eingelagert.
Aufgrund des ungünstigen Standortes in der Paradiesvorhalle, einem Anbau des Magdeburger Doms, haben die Jungfrauen einen großen Teil ihrer prächtigen Farbgestaltung verloren. Die klimatischen Verhältnisse, die ähnlich einem Außenraum sind, ließen die Skulpturen stark verwittern. Deswegen sollen die Figuren nach Abschluss jüngster Restaurierungsarbeiten (2008) klimatechnisch in der Vorhalle des Doms besser platziert werden.
Um die ursprüngliche Aufstellung der Figuren genau analysieren zu können, haben wissenschaftliche Forschungen ergeben, dass an den Rückseiten der zehn Jungfrauen an ihre senkrechten Kehlen, Dübel und Spuren von Klebemasse gefunden wurde. Dies weist darauf hin, dass sie ursprünglich für das Portal bestimmt waren. Auch die Blattkonsolen der Figuren stimmen mit den Figuren überein.
So sind die zehn Jungfrauen als Säulenfiguren angedeutet, da sie keine Standfläche besitzen. Ursprünglich sollten die Figuren für das Säulenportal bestimmt worden sein. Dafür spricht auch, dass die ursprüngliche Reihenfolge der Figuren so blieb und nicht verändert wurde. Es ist ein stetiger Bewegungsfluss der Figuren von innen nach außen, mit Hilfe von Mimik, Gestik, Gewanddrapierung und Schmuckgestaltung sichtbar. Jede einzelne Figur stellt Stadien der Gefühlsregung dar. Das Säulenportal wurde rekonstruiert und nach und nach zu einem Figurenportal umgewandelt. Das älteste Säulenportal, das mit Statuen vorhanden war, datiert um 1240/1250 am Querhaus des Magdeburger Doms. Später wurden die Figuren an der Außenseite der Paradiespforte des Nordquerhauses des Magdeburger Doms platziert.